# Stagebox

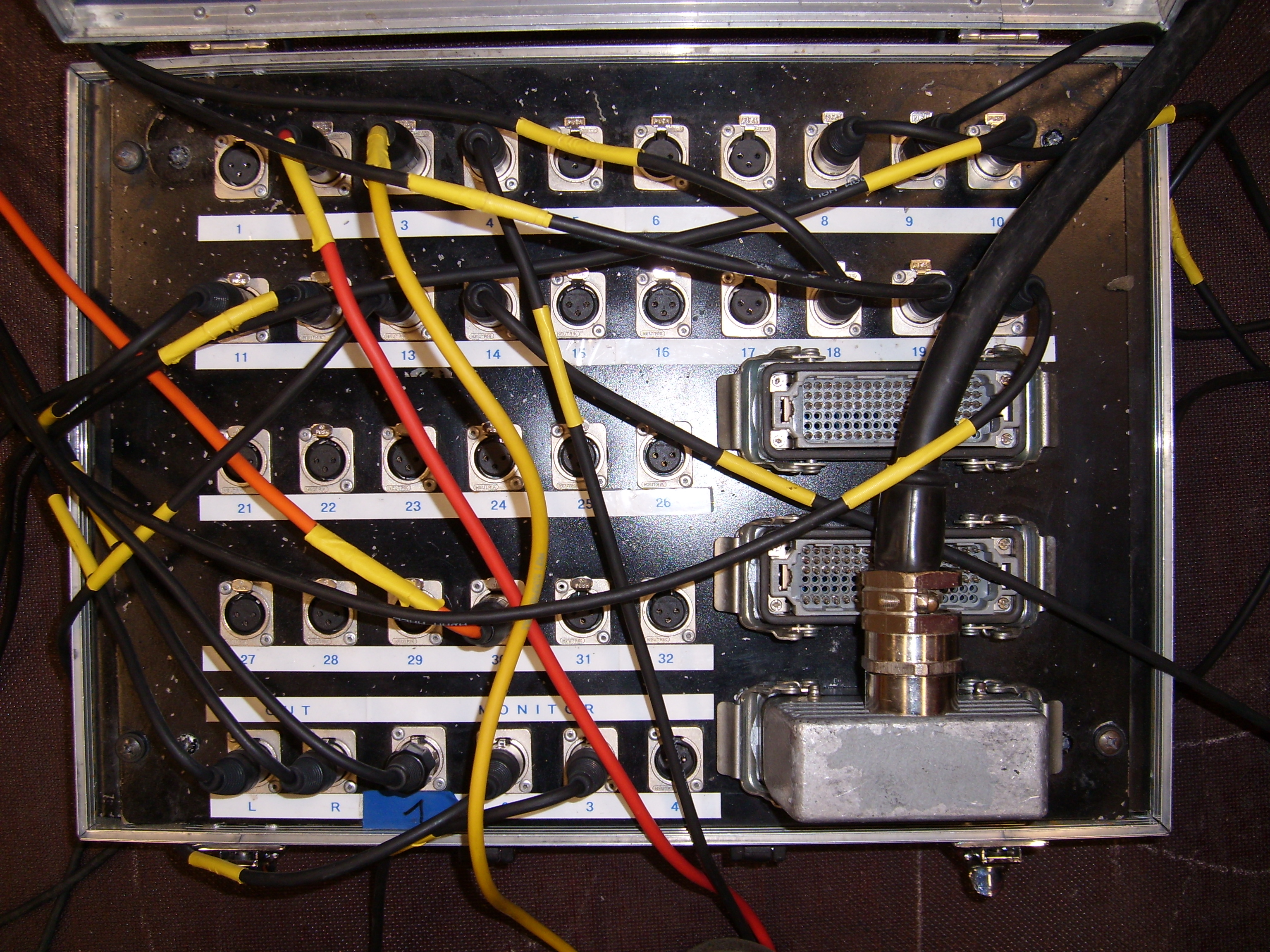
Een stagebox.

Een stagebox is een overgangskastje waarin zich meerdere XLR-aansluitingen bevinden, dat gebruikt wordt in de geluidstechniek. Deze wordt gebruikt om meerdere XLR-kabels te vervangen door 1 dikkere multikabel. 
Aan de ene zijde van de stagebox worden de ingangen op het blok met letters, nummers of kleuren aangegeven ten behoeve van de multikabel. Aan de andere zijde is hetzelfde aantal XLR-aansluitingen als op het blok aanwezig en deze worden wederom met letters, nummers of kleuren aangeduid, zodat men weet op welke kabel welk apparaat (instrument, microfoon, et cetera) zich bevindt. Zo kunnen ze op het mengpaneel worden aangesloten.
Stageboxen komen voor in diverse vormen. Bij grote concerten worden er soms stageboxen gebruikt met wel 50 XLR-aansluitingen.